# Storviks kyrka
Storviks kyrka är en kyrkobyggnad som tillhör Ovansjö församling i Uppsala stift. Kyrkan ligger mitt i samhället Storvik.

## Kyrkobyggnaden
Kyrkan uppfördes efter ritningar av arkitekt Johan Thomé och invigdes första advent 1960.
Kyrkobyggnaden har stomme och väggar av tegel.
I kyrkorummet finns takmålningar av Uno Wallman. Kyrkorummets golv är av sprängd kalksten.
En fristående klockstapel uppfördes redan 1922.

## Inventarier
- Dopfunten är huggen i kalksten av Bertil Persson från Storvik. Tillhörande dopfat av guldbrons är tillverkad av Erik Pettersson.
- Altare och predikstol är gjorda av kalksten.
- Orgeln med sju stämmor och en manual är byggd av Grönlunds Orgelbyggeri i Gammelstad.